# Aspergillus fennelliae
Aspergillus fennelliae är en svampart som beskrevs av Kwon-Chung & S.J. Kim 1974. Aspergillus fennelliae ingår i släktet Aspergillus och familjen Trichocomaceae.   Inga underarter finns listade i Catalogue of Life.